# (33342) 1998 WT24
(33342) 1998 WT24 ist ein Asteroid vom Aten-Typ, der am 25. November 1998 vom Lincoln Near Earth Asteroid Research (LINEAR) in New Mexico bei einer Helligkeit von 18,3 mag entdeckt wurde. Nur einen Tag zuvor war er auch bereits von LONEOS beobachtet worden.
Die Bahn des Asteroiden besitzt durch ihre große Exzentrizität eine Periheldistanz (sonnennächster Punkt), die kleiner als das Aphel (sonnenfernster Punkt) des Merkur, und eine Apheldistanz, die größer als die Periheldistanz der Erde ist. Er wird daher zu den erdnahen Asteroiden vom Aten-Typ gezählt und ist ein Erdnahes Objekt (NEO), das nicht nur die Erdbahn kreuzen könnte, sondern auch noch ein Bahnkreuzer des Merkur und der Venus ist. Durch die Schrägstellung der Bahn des Asteroiden gegenüber den Bahnen der Planeten kann 1998 WT24 auf seiner Bahn derzeit aber der Merkurbahn nicht näher kommen als bis auf etwa 3,15 Mio. km (0,021 AE) und der Venusbahn bis auf etwa 5,61 Mio. km (0,037 AE). Bei der Erdbahn ist derzeit eine Annäherung bis auf etwa 1,50 Mio. km (0,010 AE) möglich, das entspricht knapp dem vierfachen mittleren Abstand Erde–Mond, und 1998 WT24 wird daher als potentiell gefährlicher Asteroid (PHA) eingestuft, der die Erde durch einen Einschlag bedrohen könnte. Die Umlaufzeit des Asteroiden bewegt sich nahe einer 2:5-Bahnresonanz mit Merkur, einer 1:1-Resonanz mit Venus und einer 5:3-Resonanz mit der Erde.
Die größten Annäherungen von 1998 WT24 an die Erde seit 1900 erfolgten am 16. Dezember 1908 bis auf etwa 1,36 Mio. km und am 16. Dezember 1956 bis auf etwa 1,35 Mio. km. Da an diesem Tag der Mond zwischen Erde und Asteroid stand, kamen sich Asteroid und Mond dabei sogar bis auf etwa 1,10 Mio. km nahe. In jüngerer Zeit gab es am 16. Dezember 2001 eine Annäherung an die Erde bis auf etwa 1,87 Mio. km. Eine Annäherung bis auf etwa 2,15 Mio. km wird am 19. Dezember 2054 erfolgen, eine weitere am 18. Dezember 2099 bis auf etwa 1,89 Mio. km, dies ist dann bis zum Jahr 2200 die geringste zu erwartende Distanz.

## Optische Beobachtungen
Bei der nahen Begegnung mit der Erde zum Ende des Jahres 2001 wurde 1998 WT24 intensiv im Visuellen und Infraroten untersucht, wie am 4. Dezember mit dem ESO-3,6-m-Teleskop in Chile und vom 18. bis 21. Dezember mit dem 3-m-Teleskop der Infrared Telescope Facility (IRTF) auf Hawaiʻi. Verschiedene Modellierungen, darunter auch thermophysikalische Modelle, führten zu Abschätzungen von 350 ± 40 m für den effektiven Durchmesser und 0,56 für die optische Albedo. Aufgrund der hohen Albedo gehört 1998 WT24 wahrscheinlich zur seltenen Tholen-Spektralklasse E mit einer mineralischen Oberfläche. Spektroskopische Beobachtungen im sichtbaren und infraroten Bereich am New Technology Telescope (NTT) am La-Silla-Observatorium in Chile vom 17. bis 20. November 2001 führten zu einer taxonomischen Einstufung als Xe-Typ.
Aus photometrischen Beobachtungen vom 4. bis 7. Dezember 2001 am Charkiw-Observatorium und am Krim-Observatorium in der Ukraine konnte aus der Lichtkurve erstmals eine Rotationsperiode von 3,697 h abgeleitet werden. Polarimetrische Untersuchungen an den gleichen Observatorien und am Observatorium auf dem Pik Terskol in Russland vom 2. bis 19. Dezember 2001 bestätigten die Zuordnung zum taxonomischen E-Typ. Für die Größe wurden (0,42 × 0,33) km und für die Albedo ein Wert von 0,43 abgeleitet.
Eine Auswertung von Daten bis 2011 des Spitzer-Weltraumteleskops nach Aufbrauchen des Kühlmittels im Rahmen des Programms ExploreNEOs Warm Spitzer Exploration Science bestätigte die Einstufung als X-Typ und ergab einen Wert für die Albedo von 0,75 ± 50 %.
Aus photometrischen Beobachtungen vom 22. November bis 12. Dezember 2015 am Center for Solar System Studies (CS3) in Colorado konnten Lichtkurven gewonnen werden, aus denen eine Rotationsperiode von 3,697 h bestimmt wurde. Die Veränderung der Lichtkurven während des Beobachtungszeitraums wies auf eine retrograde Rotation hin.

## Radarbeobachtungen
Beobachtungen des Asteroiden mit optischen Mitteln sind schwierig, da dieser oft nur am Taghimmel zu beobachten ist. Daher wurden viele radarastronomische Experimente mit Radioteleskopen unternommen.
An den Tagen seiner größten Annäherung an die Erde wurde am 16. und 17. Dezember 2001 sein Radarecho aufgezeichnet. Dabei stand eine Sendeantenne am Goldstone Deep Space Communications Complex in Kalifornien, eine zweite in Jewpatorija (Ukraine). In Goldstone wurde im X-Band bei 8,56 GHz mit einer Leistung von 460 kW gesendet und in Jewpatoria im C-Band bei 5,01 GHz mit 150 kW. In beiden Fällen stand die Empfangsantenne in Medicina in Italien. Eine Auswertung der Radarechos der Strecke Jewpatoria–Medicina führte zu einer Abschätzung des Durchmessers des Asteroiden von 405 ± 10 m mit einem Maximalwert von 430 ± 10 m und einem Minimalwert von 380 ± 10 m, für die optische Albedo wurde ein Wert von etwa 0,41 abgeschätzt. Der Körper muss eine sehr raue Oberfläche besitzen und falls er aus Stein besteht, könnte er eine Masse von etwa 7,8∙1010 kg besitzen.
Neben der Aussendung von Dauerstrich-Radarsignalen, die auch in Medicina empfangen wurden, wurden vom 15. bis 20. Dezember am Arecibo-Observatorium und vom 14. bis 19. Dezember in Goldstone auch Messungen mit Laufzeit-Doppler-Radarechos unternommen. Aus den an derselben oder nahe benachbarten Antennen empfangenen zirkular polarisierten Signalen konnten Radarbilder des Asteroiden generiert werden, die die Gestalt des Körpers abbilden. Die rundliche Form wird von drei großen Becken dominiert, bei denen es sich möglicherweise um Einschlagskrater oder ein Relikt vergangener dynamischer Störungen des Objekts handelt. Für den äquivalenten Durchmesser wurde ein Wert von 415 ± 40 m gefunden mit Abmessungen der Hauptachsen von (470 × 425 × 400) ± 40 m. Die Rotationsperiode liegt bei 3,6970 h, auch die Lage der Rotationsachse wurde bestimmt. Die Radarechos wiesen auf eine Oberfläche hin, die im Zentimeter- bis Dezimetermaßstab extrem rau ist. Für die optische Albedo wurde ein Wert von 0,34 ± 0,20 abgeleitet. Eine vereinfachte Analyse des YORP-Effekts auf den Asteroiden lässt vermuten, dass seine Rotation vor 75.000 Jahren noch mit einer Rate erfolgte, bei der seine Oberfläche zerstört worden wäre, und dass sie in den nächsten 150.000 Jahren ausklingen wird. Die Rotationsentwicklung hängt aber von den thermischen Eigenschaften der Oberfläche ab und ist wahrscheinlich komplexer als ein einfacher Spindown.
Bei der Erdannäherung des Asteroiden 1998 WT24 im Dezember 2015 bis auf etwa 4,19 Mio. km wurde er am 9. und 10. Dezember erneut mit einem Radarecho-Experiment untersucht. Die Sendeantenne stand am Canberra Deep Space Communication Complex, die Empfangsantennen am Parkes-Observatorium und am Paul-Wild-Observatorium, alle in Australien. Die Sendeleistung im S-Band bei 2,11 GHz betrug 75 kW. Ein Echo konnte nur am Parkes-Observatorium registriert werden, dennoch zeigte das Experiment die Möglichkeit der Durchführung von Radarecho-Messungen auch auf der Südhalbkugel.
Am Arecibo-Observatorium konnten am 15. Dezember 2015 mit Laufzeit-Doppler-Radarechos wieder Radarbilder von 1998 WT24 erhalten werden. Die Messwerte ließen darauf schließen, dass es sich bei der Oberfläche des Asteroiden um einen feinkörnigen Regolith handelt, der ein dichtes felsiges Inneres umhüllt.

## Asteroidenpaar
Der Asteroid 1998 WT24 bewegt sich auf einer Umlaufbahn, die sehr ähnlich zu der des Objekts 2010 XC15 ist. Ihre Bahnelemente sind teilweise nahezu gleich und ihre Bahnebenen sind nur geringfügig gegeneinander geneigt. 1998 WT24 besitzt eine etwas kürzere Umlaufzeit um die Sonne als 2010 XC15, so dass er diesen etwa alle 20 Jahre überholt. In den 500 Jahren um die derzeitige Epoche herum kommen sich die beiden Körper aber nicht näher als 2,3 Mio. km. Da aufgrund von photometrischen und polarimetrischen Messungen an verschiedenen Observatorien in Japan festgestellt werden konnte, dass auch 2010 XC15 taxonomisch dem seltenen Tholen-Typ E zuzurechnen ist, werden die beiden Körper als Asteroidenpaar angesehen, das einen gemeinsamen Vorgänger besaß und aus diesem möglicherweise durch Rotationsspaltung hervorging.